# (20000) Waruna
(20000) Waruna – duża planetoida należąca do obiektów transneptunowych z Pasa Kuipera, typu cubewano.

## Odkrycie i nazwa
Planetoida została odkryta 28 listopada 2000 w Obserwatorium Kitt Peak w programie Spacewatch przez Roberta McMillana. Otrzymała ona najpierw oznaczenie prowizoryczne 2000 WR106, a później stały numer i nazwę własną, która pochodzi od hinduistycznego boga nieba i deszczu Waruny.

## Orbita
Orbita (20000) Waruny jest nachylona do płaszczyzny ekliptyki pod kątem 17,1°. Na jeden obieg wokół Słońca ciało to potrzebuje ok. 283 lat, krążąc w średniej odległości 43,1 au od Słońca.

## Charakterystyka fizyczna
Waruna ma średnicę szacowaną na ok. 900 km. Jego albedo wynosi ok. 0,07, a jasność absolutna to ok. 3,79m. Obiekt ten rotuje dość szybko, raz na 6 godz. 21 min.
Na powierzchni czerwonego Waruny stwierdzono za pomocą badań spektroskopowych obecność zamarzniętego lodu wodnego.
Planetoida ta ma niską średnią gęstość (porównywalną z gęstością wody).